# Cible pour un tueur
Pour plus de détails, voir Fiche technique et Distribution.
Cible pour un tueur (Bersaglio altezza uomo) est un poliziottesco turco-italien réalisé par Guido Zurli et sorti en 1979.

## Synopsis
L'inspecteur d'Interpol Keaton, en mission à Istanbul, réussit avec quelques bons coups à perturber les affaires d'un baron de la drogue et de ses complices. Pour se débarrasser de lui, ils obligent le champion de ball-trap Genghis à tirer sur l'inspecteur. Comme ce dernier s'y refuse, les bandits tuent d'abord sa mère, puis enlevent et violent sa femme.
Après avoir mis Keaton au courant, Genghis fait semblant de faire ce que les voyous veulent de lui. Le champion de tir contribue ainsi à la défaite finale de la bande, qui est arrêtée lors d'une embuscade. 

## Fiche technique
- Titre français : Cible pour un tueur ou Contrat pour la mort d'un flic[1]
- Titre original italien : Bersaglio altezza uomo[2],[3]
- Titre turc : Hedef[4]
- Réalisation : Guido Zurli
- Scenario : Ettore Sanzò
- Photographie :	Gábor Pogány
- Montage : Giancarlo Venarucci Cadueri
- Musique : Stelvio Cipriani
- Décors : Roberto Gentile
- Production : Giuseppe Colombo, Türker İnanoğlu (tr)
- Société de production : Intercine, Erler Film (tr)
- Pays de production :  Italie -  Turquie
- Langue originale : Italien
- Format : Couleurs - 1,37:1
- Durée : 89 minutes
- Genre : Poliziottesco
- Dates de sortie :
  - Turquie : 1er février 1979[4]
  - Italie : 9 mars 1979
  - France : 10 novembre 1982[1]

## Distribution
- Luc Merenda : Inspecteur Keaton
- Gabriella Giorgelli : Jasmine
- Kadir İnanır : Genghis
- Paola Senatore : la fille de la bande
- Giuseppe Colombo : chef de la bande criminelle
- Tanju Gürsu (sous le nom de « Tancu Kennedy ») : Şinasi
- Pamela Villoresi : la femme de Genghis
- Attilio Severini : l'informateur de la police